# Gonopodium

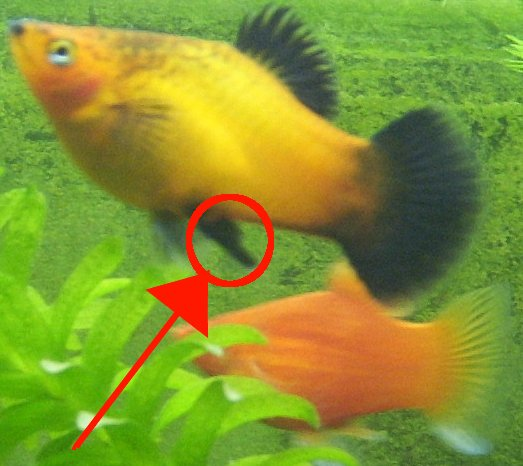
Gonopodium bij een Platy vis

Een gonopodium is een gespecialiseerde anale vin bij de mannetjes van diverse soorten levendbarende vissen in de families Anablepidae en levendbarende tandkarpers.
Het gonopodium is beweegbaar en wordt gebruikt voor de paring. De 3de, 4de en 5de straal van de vin zijn samengevoegd tot een buis, waardoor het hom van de vis wordt ejaculeerd.
Bij sommige soorten is het gonopodium zo groot, dat het even lang is als de helft van het lichaam. Soms is de vin zo groot dat hij niet meer gebruikt kan worden, zoals in sommige kweekvormen van de Zwaarddrager.
Met hormonen behandelde vrouwtjes kunnen ook een gonopodium ontwikkelen, die echter zinloos is voor de voortplanting.
Soortgelijke organen worden in andere vissoorten aangetroffen, zoals het andropodium bij Hemirhamphodon en bij de Goodeidae.